# アストンマーティン・DB4

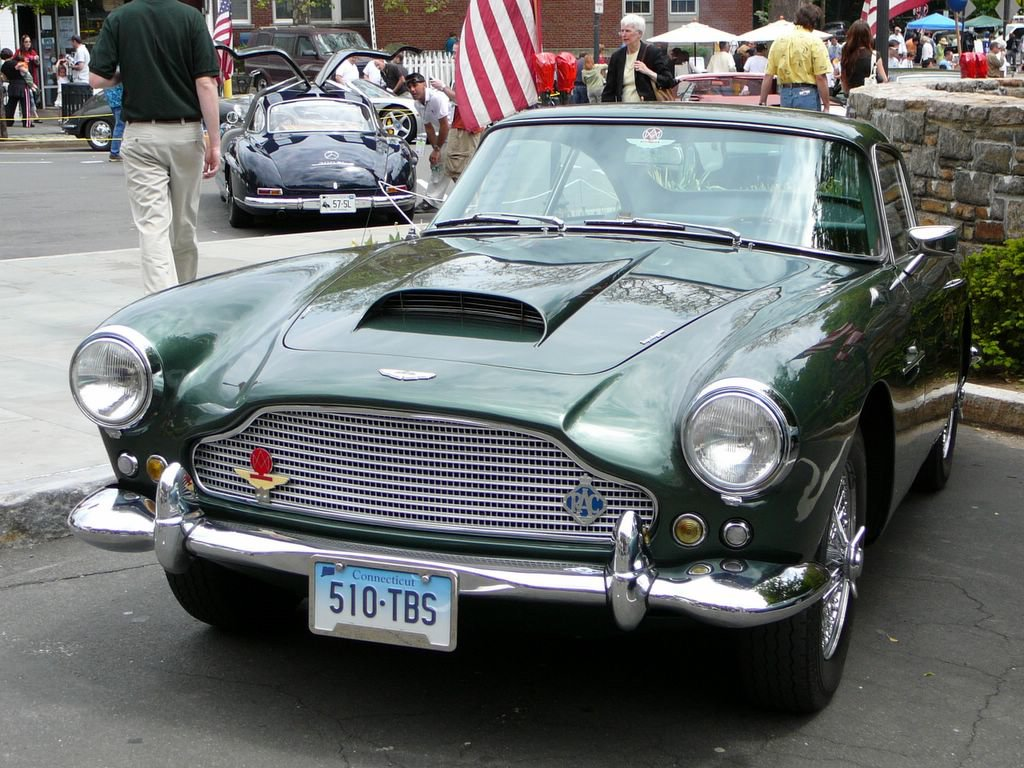
DB4

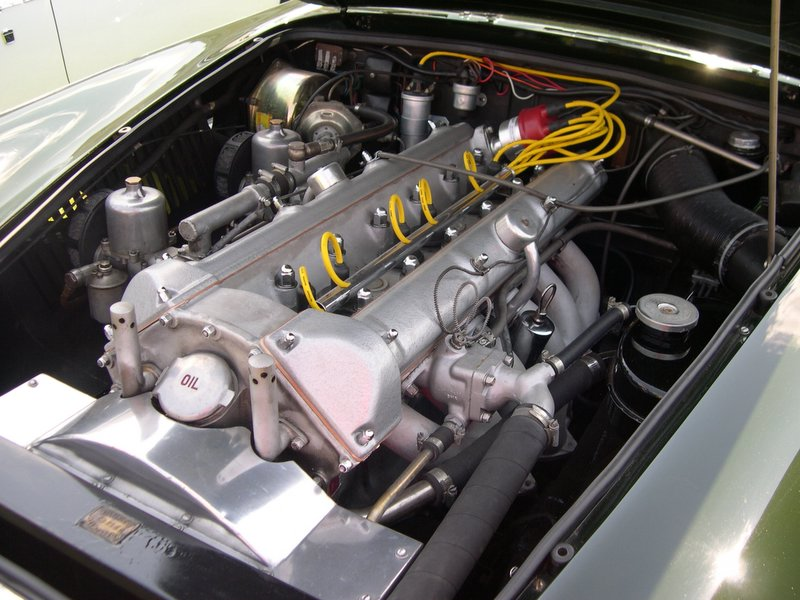
DB4のRB6型エンジン

DB4は、アストンマーティン・ラゴンダが1958年10月-1963年6月に製造したスポーツカーであり、Sr.1-Sr.5までのモデルが存在する。
1961年のSr.4から高性能モデルのヴァンテージ仕様がオプションとして選択可能となった。1959年には高性能版のDB4GT が、1960年には更にボディをカロッツェリアザガート製とし軽量化したDB4GTザガートが発表された。

## 機構・スタイル
- エンジンは、DB2までのウォルター・オーウェン・ベントレー設計のものに代えて、タデック・マレックが新たに設計した内径φ92 mm×行程92 mmで3,670 ccの水冷直列6気筒の全軽合金製DOHCエンジンを搭載。標準型は2基のSU製キャブレターから240 hpを、高性能版のヴァンテージ仕様は3基のSU製キャブレターから266 hpを発揮する。このRB6型エンジンは、DB4に搭載される前に、DBR2に搭載され1957年のル・マン24時間レースで実戦を経験している。
- シャシも、DB2までの鋼管組みに代えて、鋼板溶接のプラットフォーム上に小径鋼管溶接によるボディ骨格を形成し、アルミニウムボディパネルをその上に被せる、カロッツェリア・ツーリングによるスーペルレジェッーラとなった。
- トランスミッションは親会社のデヴィッド・ブラウン製の4速MT。ブレーキはロッキード製のバキュームサーボ付き4輪ダンロップ・ディスクブレーキを採用した。
- 当初のモデルはホークアイと呼ばれるノンカウルヘッドライトタイプであったが、後のSr.4のヴァンテージ仕様およびSr.5は、DB4GTと同様のプレクシグラスのカウルドヘッドライトとなった。